# Белчински рай
Белчински рай е планинска хижа във Верила. Намира се в непосредствена близост до късноантичната крепост Цари Мали Град и село Белчин. Разположена е в подножието на връх Свети Петър (1191 м). Заобиколена е от стари букови гори, сред които има и дървета столетници. Край хижата има удобни и красиви пейки, маси, люлки, както и цяла постоянна изложба от дървени скулптури на мечки, елени, глигани и др. До хижата се стига по удобен земен път. Има малък паркинг за няколко коли.
В близост преминава и трансевропейския пешеходен маршрут Е4, който започва от Пиренеите в Испания, преминава през Алпите и Карпатите и завършва на остров Пелопонес в Гърция.
Хижата се намира на по-малко от километър от крепостта Цари Мали Град.